# Harlow Hill, Northumberland
Harlow Hill är en ort i civil parish Stamfordham, i grevskapet Northumberland i England. Orten är belägen 10 km från Corbridge. Harlow Hill var en civil parish 1866–1955 när det uppgick i Stamfordham. Civil parish hade 61 invånare år 1951.